# یوتا عقاب
یوتا عقاب یک ستاره است که در صورت فلکی عقاب قرار دارد.